# Ilarion Alfejev
Hilarion  metropolita (orosz betűkkel: Митрополит Иларион (Алфеев); született Grigorij Valerijevics Alfejev, Григорий Валериевич Алфеев; Moszkva, 1966. július 24.) budapesti és magyarországi  metropolita.

## Élete
Gyermekkorától fogva az orosz ortodox egyház lelkiségében nevelkedett, majd 20 éves korában elnyerte a papság szentségét. Néhány éves litvániai lelkipásztori szolgálat után 1991-1993 között a Moszkvai Teológiai Szeminárium és Akadémia tanára volt. 1993 és 1995 között Oxfordban tanult, ahol a híres angol ortodox teológus, Kallistos Ware püspök irányítása alatt doktori értekezésén dolgozott. Doktori értekezését „Új Teológus Szent Simeon és az ortodox hagyomány” címmel 2000-ben az Oxford University Press jelentette meg.

## Munkássága
Hazatérése után 1995-től 2001-ig a moszkvai pátriárkátus külügyi osztályán dolgozott. Egyháza képviselőjeként a világ számos pontján vett részt különböző ortodox- és keresztényközi konferenciákon, tudományos tanácskozásokon. 
2002 januárjában püspökké szentelték, majd megbízták az orosz ortodox egyház brüsszeli Európai Uniós képviseletének vezetésével. 2003 májusában e megbízatása mellett kinevezték bécsi és ausztriai püspökké, valamint a Magyar Ortodox Egyházmegye ideiglenes kormányzójává.
Az orosz ortodox egyház szent szinódusa 2009. március 31-i ülésén Hilarion bécsi és ausztriai püspököt felmentették a bécsi és ausztriai és a magyarországi egyházmegyék püspöki tisztéből és volokolamszki vikáriusi címmel megbízták a moszkvai pátriárkátus külügyi osztályának vezetésével, egyben beosztásánál fogva kinevezték a Szent Szinódus állandó tagjai közé. Hilarion püspököt ugyancsak felmentették az orosz ortodox egyház brüsszeli székhelyű, Európai Unió mellett működő képviseletének vezetői beosztásából, és a képviselet vezetésével annak eddigi titkárát, Antonyij Iljin protoierejt, a brüsszeli Szent Miklós-székesegyház parókusát bízták meg.
2009. április 20-án Kirill moszkvai pátriárka érseki rangra emelte.
2010. február 1-jétől metropolitai rangot visel.
Az Orosz Ortodox Egyház Szent Szinódusának 2022. június 7-i a moszkvai Danyilov kolostorban tartott ülésén a budapesti és magyarországi eparhcia vezetőjévé, budapesti és magyarországi metropolitának nevezte ki Hilairon volokalamszki metropolitát, egyidejűleg felmentette a nemzetközi egyházi kapcsolatok részlegének elnöki feladatai, az Orosz Ortodox Egyház Szent Szinódusának állandó tagsága, valamint a Szent Cirill és Szent Metód aspirantúra és doktori iskola rektori megbízása alól.

## Teológiai munkássága
Hilarion metropolita számos teológiai folyóiratnak, így a moszkvai Bogoszlovszkije Trudi és Cerkov i Vremja, a párizsi és moszkvai székhelyű Vesztnyik Russzkovo Hrisztyianszkovo Dvizsenyija, a barcelonai Studio Monastica, a szentpétervári Vizantyijszkaja Bibliotyeka szerkesztőbizottsági tagja.
Több mint 700 publikációt jegyez, így dogmatikai, patrisztikai és egyháztörténeti tárgyú könyveket, valamint fordításokat görög és szír nyelvből. Таинство веры. Введение в православное догматическое богословие. című könyve Oroszországban eddig négy kiadást ért meg és lefordították angol, francia, német, finn, japán, szerb és magyar nyelvre is. Ez utóbbit A hit titka. Bevezetés az ortodox egyház teológiájába és lelkiségébe címmel 2005-ben a Magyar Ortodox Egyházmegye jelentette meg. Ugyancsak megjelent magyar nyelven a Katekizmus, Az imádságról és a Jézus Krisztus című könyve. Ez utóbbi az orosz nyelvű 6 kötetes könyv rövidített változatának a fordítása. 

## Zeneművei
Több vallásos darab szerzője, így többek között zenét komponált Aranyszájú Szent János liturgiájára, a virrasztó istentiszteletre, illetve az orosz ortodox kórusművek és a nyugati komolyzene ötvözésével megalkotta Máté passió és Karácsonyi oratórium című művét. A 2008-ban írt Requiem c. darab az utolsó orosz cárnak, II. Miklósnak és családjának, valamint a kommunista vallásüldözés áldozatainak állít emléket.

## Külső hivatkozások
- A Külügyi Osztály honlapja: http://www.mospat.ru (orosz nyelven)
- A Külügyi Osztály honlapja: http://www.mospat.ru/en (angol nyelven)
- Ilarion metropolita honlapja: http://hilarion.ru (orosz, angol és francia nyelven)